# حافز الموت
في نظرية التحليل النفسي الكلاسيكية لفرويد.. يعتبر حافز الموت هو الحافز نحو الموت والتدمير الذاتي. تم اقتراحها في الأصل من قبل سابينا سبييلراين في بحثها «الدمار كسبب للمجئ إلى الوجود» عام 1912 والذي تناوله سيغموند فرويد عام 1920 في مقالة «ما وراء مبدأ اللذة». وقد ترجم هذا المفهوم على أنه «معارضة بين الأنا أو غرائز الموت أو الغرائز الجنسية أو غرائز الحياة».
حافز الموت يعارض إيروس والميل نحو البقاء، والانتشار، والجنس، وغيرها من المحركات الإبداعية المبتكرة للحياة.

## أصل النظرية: ما وراء مبدأ اللذة
لقد كانت فرضية أساسية من فرويد أن «الدورة التي اتخذتها الأحداث العقلية ينظمها تلقائيًا مبدأ اللذة المرتبط بتجنب عدم الرضا». كانت هناك ثلاثة أنواع رئيسية من الأدلة المتضاربة قادت فرويد في وقت متأخر من حياته المهنية للبحث عن مبدأ آخر يتجاوز مبدأ اللذة وهذا البحث الذي سيقوده في نهاية المطاف إلى مفهوم حافز الموت.
المشكلة الأولى التي واجهها فرويد كانت ظاهرة التكرار عند الصدمة النفسية خاصةً التي تسببها الحروب، فعندما عمل فرويد مع الأشخاص الذين عادوا من الصدمات النفسية وخاصةً الصدمة التي عانى منها الجنود العائدين من الحرب العالمية الأولى لاحظ أن الموضوع غالبًا مايميل إلى تكرار أو إعادة تلك التجارب المؤلمة وهذا يتناقض مع توقعات مبدأ اللذة.
وقد وجد فرويد منطقة إشكالية ثانية في لعب الأطفال مثل لعبة «جاءت/رحلت» التي كان يلعبها حفيد فرويد والذي كان سيقيم مرحلة اختفاء والدته.(الطفل يلقي الكرة بعيدًا ويقول «راحت»، تعود إليه الكرة مرة أخرى فيقول «جاءت». فيقول فرويد إن هذه اللعبة رمزية بالنسبة للطفل أسلوب التخلص من القلق حول غياب الأم، فهو عندما يلقي الكرة ويقول «راحت» فإنه يكرر تجربة الفقد للشئ الذي يحبه، وعندما يستعيد الكرة ويقول «جاءت» فإنه يستمتع بالإبقاء على هذه الأشياء).
المشكلة الثالثة جاءت من الممارسة السريرية، حيث وجد فرويد أن مرضاه الذين يتعاملون مع التجارب المؤلمة التي تم قمعها يجبرون على تكرار المواد المكبوتة كخبرة معاصرة بدلًا من تذكرها على أنها شئ يخص الماضي.
هذه الأدلة قادت فرويد لتبرير فرضية «الإكراه على التكرار»، الأمر الذي يبدو أكثر بدائية وأكثر غريزة من مبدأ اللذة الذي يفرض فيه.

## الفلسفة
من منظور فلسفي يمكن النظر إلى حافز الموت فيما يتعلق بعمل الفليسوف الألماني أرتور شوبنهاور الثي شرحها في «العالم كما الإرادة والتمثيل» عام 1818.

## التطبيق الثقافي: الحضارة وسخطها
طبق فرويد بِنْية نظريته الجديدة في مقالة «الحضارة وسخطها» على الصعوبات المتأصلة في الحضارة الغربية، بل في الواقع على الصعوبات المتأصلة في الحضارة والحياة الاجتماعية ككل. وعلى وجه الخصوص فقد رأى الميل إللى العدوان أعظم عائق أمام الحضارة.
إن الحاجة للتغلب على مثل هذا العدوان يستلزم تشكيل الأنا العليا. تواجد الأنا العليا في الفرد بعد ذلك والشعور المرتبط بالذنب تحقق السيطرة على رغبة الفرد الخطيرة في العدوان من خلال إنشاء واسطه بداخله لمراقبة ذلك، فيغمرنا إحساسًا ثابتًا بعدم الارتياح المتأصل في الحياة المتحضرة.. مما يوفر تفسيرًا هيكليًا لمعاناة الإنسان المتحضر.

## التطور المستمر لوجهات نظر فرويد
في العقد الأخير من حياة فرويد تغيرت وجهة نظره لدافع الموت إلى أن الميل إلى العدوان هو تصرف غريزي أصلي ذاتي الغضب من الإنسان.
كتب ايضًا أن بحسب فرضيتنا فهناك نوعين مختلفين من الغرائز: الغرائز الجنسية (إيروس) -المفهومة بمعناها الأوسع- والغرائز العدوانية التي تهدف إلى التدمير.